# 雷米 (明尼蘇達州)
雷米（英語：Ramey）是位於美國明尼蘇達州莫里森縣莫里爾鎮區的一個非建制地區。

## 地理
雷米所處的海拔為高於海平面392米（即1286英呎），而該地所採用的時區為UTC-6，即北美中部時區（CST）。同時該地設有夏令時間，為UTC-6調快一小時，即UTC-5（CDT）。